# 용재변연
《용재변연》(중국어: 驚天十二小時)/(영어: Century Of The Dragon)는 1999년 개봉한 홍콩 영화이다.

## 출연
- 유덕화 - 비룡
- 고천락 - 왕지성
- 담요문 - 당문준
- 관수미 - 데이지
- 만기문 - 주디
- 황추생 - 당표

## SBS 성우진 (2002년 12월 8일)
- 홍시호 - 비룡(유덕화)
- 박지훈 - 왕지성(고천락)
- 김승준 - 당문준(담요문)
- 서혜정 - 데이지(관수미)
- 이현선 - 주디(만기문)
- 이호인 - 당표(황추생) / 비룡의 상관(종양)
- 이향숙 - 비룡의 어머니(포기정)
- 윤기황 - 경찰서장(이요명) / 조직원(이가정)
- 유해무 - 샘(이조기)
- 박신영 - 데이지의 친구(여문순)
- 이선호 - 비룡와 데이지의 아들(진석)
- 서문석 - 조직원(용방)
- 김관진 - 조직원(오지웅)
- 윤복성 - 켄(유석현)
- 변영희 - 왕지성의 동료(윤천조)